# 埃登
埃登（英語：Eden）是位于美国纽约州伊利县的一个镇，地处伊利县中南部、布法罗以南。2010年美国人口普查时，该镇有7688人。埃登镇建于1812年。其面积为39.86平方英里。